# Agrostophyllum graminifolium
Agrostophyllum graminifolium är en orkidéart som beskrevs av Rudolf Schlechter. Agrostophyllum graminifolium ingår i släktet Agrostophyllum och familjen orkidéer. Inga underarter finns listade i Catalogue of Life.